# Casa circondariale di Brissogne e Aosta
La Casa circondariale di Brissogne e Aosta è un istituto penitenziario situato a Brissogne, in località Les Îles.
Essa rappresenta l'unico carcere di tutta la Valle d'Aosta, è considerata un carcere di massima sicurezza e ha una capienza regolamentare di 168 detenuti e una capienza tollerabile di 301, cifra raramente raggiunta. Sino a poco fa la media di detenuti presenti nel carcere di Brissogne era di 280 uomini, scesa poi sotto la capienza regolamentare nell'aprile 2014.

## Struttura
Il carcere di Brissogne fu costruito nel 1980 e consegnato nel 1984. La metratura delle celle è, in media, di 9 metri quadrati. Esse sono dotate di una televisione, di un letto a castello e di servizi igienici separati dal resto della cella.

## Personale
La Casa circondariale di Brissogne si avvale di circa 170 agenti di polizia penitenziaria che prestano servizio con turni di otto ore. Nel carcere lavorano generalmente degli educatori, un responsabile sanitario, dei medici, degli infermieri, uno psicologo, un dentista e un immunologo.